# Хухрянське нафтогазоконденсатне родовище
Хухрянське нафтогазоконденсатне родовище — належить до Північного борту нафтогазоносного району Східного нафтогазоносного регіону України.

## Опис
Розташоване в Сумській області на відстані 10 км від м Охтирка.
Знаходиться в центральній частині північному борту Дніпровсько-Донецької западини.
Підняття виявлене в 1974-76 рр.
Поклади пов'язані з структурним носом розмірами 11,7х5,7 м, вісь якого занурюється в півд.-сх. напрямку. Крім півн. заходу структурний ніс скрізь обмежений тектонічними порушеннями амплітудою 10-45 м.
Перший промисловий приплив нафти отримано з інт. 3266-3291 м у 1976 р. У 1985 р. з інт. 3200-3280 м отримано фонтан газу дебітом 103 тис. м³ та конденсату 69 т на добу через штуцер діаметром 12 мм.
Поклади пластові або масивно-пластові, склепінчасті, тектонічно екрановані та літологічно обмежені. Колектори — пісковики. Режим покладів розчиненого газу. Запаси початкові видобувні категорій А+В+С1: нафти — 1721 тис. т. Густина дегазованої нафти 835 кг/м3. Вміст сірки у нафті 0,3 мас.%.